# ناحیه پلیزانت گروو (شهرستان کولز، ایلینوی)
ناحیه پلیزانت گروو (به انگلیسی: Pleasant Grove Township) یک منطقهٔ مسکونی در ایالات متحده آمریکا است که در شهرستان کولز، ایلینوی واقع شده‌است. ناحیه پلیزانت گروو ۲۲۳ متر بالاتر از سطح دریا واقع شده‌است.